# Direction des opérations de la CIA
La direction des opérations (Directorate of Operations) est une des principales directions de la Central Intelligence Agency (CIA) avec la direction de l'Analyse (Directorate of Analysis, ex-Directorate of Intelligence) et la direction de la science et technologie (Directorate of Science and Technology (DS&T)). Elle est chargée des activités de renseignement humain et des opérations clandestines de la CIA et, au-delà de ses activités propres, coordonne « l'ensemble des activités humaines de renseignement à l'étranger, y compris celles du FBI et du département de la Défense ».
La direction des opérations était connue sous le nom de direction des plans (Directorate of Plans) de 1951 à 1973, direction des opérations de 1973 et 2005 et National Clandestine Service (NCS) de 2005 à 2015.
En 2009, le NCS était fort de 5 000 personnes. Le nombre d'officiers traitants est incertain ; en 2004, il était de moins de 1 100 officiers traitants en opération dans le monde, dont environ 160 opérant sous non-official cover (NOC) et 100 diversified cover officers (DCO, contractuels travaillant outre-mer). 
En 2009, son personnel opérait depuis 250 ambassades et consulats dans 170 pays.

## Direction

### Directeurs
Le Director of the National Clandestine Service (DNCS) dirige le National Clandestine Service. Ce poste a été créé le 1er décembre 1950, et du 4 janvier 1951 au 1er mars 1973, il s'appelait Deputy Director for Plans (DD-P). Il a ensuite été renommé Deputy Director for Operations (DD-O) puis, en 2004, DNCS. La politique de la CIA est habituellement de ne pas divulguer le nom du DD-O, mais l'identité du DNCS Michael Sulick était dévoilée sur le site internet de la CIA en 2010
- 1951 : Allen Dulles ;
- 1951-1952 : Kilbourne Johnstone ;
- 1952-1958 : Frank G. Wiz Wisner ;
- 1958-1962 : Richard M. Bissell Jr. ;
- 1962-1965 : Richard Helms ;
- 1965-1967 : Desmond Fitzgerald ;
- 1967-1973 : Thomas H. Karamessines ;
- 1973 : William Colby ;
- 1973-1976 : William E. Nelson ;
- 1976-1977 : William W. Wells ;
- 1977-1981 : John N. McMahon ;
- 1981 : Max C. Hugel ;
- 1981-1984 : John H. Stein ;
- 1984-1987 : Clair E. George ;
- 1987-1991 : Richard F. Stolz ;
- 1991-1995 : Thomas A. Twetten ;
- 1995 - ? : David Cohen ;
- 1997-1999 : Jack Downing
- Août 1999 – 4 juin 2004 : James Pavitt
- Août – novembre 2004 : Stephen Kappes
- 16 novembre 2004 – 30 septembre 2007 : Jose A. Rodriguez, Jr.
- 30 septembre 2007 – 21 juillet 2010 : Michael Sulick
- 21 juillet 2010[7]-28 février 2013[8] : John D. Bennett
- 28 février 2013 – 8 mai 2013 : Gina Haspel (intérim)[9],[10]
- depuis le 8 mai 2013 : Francis Archibald[11]

## Organisation
En 2015, peu avant la réorganisation de la CIA par John Brennan, l'organigramme du National Clandestine Service était le suivant :
- Africa (AF) Division ;
- Central Eurasia (CE) Division ;
- East Asia (EA) Division ;
- Europe (EUR) Division ;
- Latin America (LA) Division ;
- Near East (NE) Division ;
- National Resources (NR) Division :
  - National Collection Branch (NCB),
  - Foreign Resources Branch (FRB),
- Counterterrorism Center (CTC) ;
- Counterintelligence Center (CIC) ;
- Counterproliferation Center (CPC) ;
- Crime and Narcotics Center (CNC) ;
- Global Development Center ;
- Information Operations Center (IOC) ;
- National Resettlement Operations Center (NROC) ;
- Iran Operations Center ;
- Special Activities Center ;
- Clandestine Information Staff ;
- Human Resources Staff ;
- Operations and Resources Management Staff ;
- Policy Coordination Staff ;
- Community HUMINT ;
- Intelligence and Foreign Liaison ;
- Technology Management Office ;
- Tradecraft and Training Division ;
- Support Resources Staff.

## Culture populaire
- Dans la série Blacklist – bien que la Direction des Opérations de la CIA n'apparaît pas en tant que telle – Peter Kotsiopulos, est le directeur du National Clandestine Service (le nom de la Direction des Opérations de 2005 à 2015).
- Dans la série SAS de Gérard de Villiers, le chef du prince Malko Linge est David Wise, directeur de la Division des Plans de la CIA
- Dans la série Sons Of Anarchy, des agents de la NCS dirige un Cartel et font affaire avec les SOA pour arrêté d'autres affaires illégales.

## Source
1. ↑  (en) « Unclassified Version of March 6, 2015 Message to the Workforce from CIA Director John Brennan: Our Agency’s Blueprint for the Future »(Archive.org • Wikiwix • Archive.is • Google • Que faire ?), sur cia.gov, 6 mars 2015 (consulté le 5 mai 2016).
2. ↑  Un nouveau service secret américain
3. 1 2  (en) Matthew M. Aid, Intel Wars : The Secret History of the Fight Against Terror, New York, Bloomsbury Press, 2012, 261 p. (ISBN 978-1-60819-481-0), p. 45
4. ↑  (en) Douglas Jehl, « Abundance of Caution And Years of Budget Cuts Are Seen to Limit C.I.A. », The New York Times,‎ 11 mai 2004, A18 (lire en ligne)
5. ↑  (en) Loch K. Johnson, « Evaluating “Humint”: The Role of Foreign Agents in U.S. Security », papier présenté à la 50th Annual Convention « Exploring the Past, Anticipating the Future » de l'International Studies Association (ISA), New York, février 2009 [lire en ligne]. Un article du même titre a par la suite été publié : (en) Loch Johnson, « Evaluating “Humint”: The Role of Foreign Agents in U.S. Security », dans Comparative Strategy, vol. 29, n° 4, 2010, p. 308-332
6. ↑  Leadership, consulté le 3 avril 2010
7. ↑  Director Leon E. Panetta Announces New National Clandestine Service Chief, communiqué de la CIA, 21 juillet 2010
8. ↑  Tribute to John D. Bennett
9. ↑  CIA director faces a quandary over clandestine service appointment
10. ↑  (en) Gina Cheri Haspel, ex-Acting CIA Covert Head, Cryptome.org, 9 mai 2013
11. ↑  (en) « CIA's new top clandestine spy outed on Twitter hours after being chosen despite still being undercover », Daily Mail,‎ 9 mai 2013 (lire en ligne)
12. ↑  (en) Lauren Harper, « First Complete Look at the CIA’s National Clandestine Service Org Chart », sur blog de la National Security Archive, 27 octobre 2015 (consulté le 20 août 2016).